# سیاهرگ پشتی عمیق کلیتوریس
سیاهرگ پشتی عمیق کلیتوریس (انگلیسی: Deep dorsal vein of clitoris) یک سیاهرگ است که به سمت شبکه سیاهرگی مثانه می‌رود و درون آن تخلیه می‌شود.